# 1936年オーストラリア選手権 (テニス)
1936年 オーストラリア選手権（1936ねんオーストラリアせんしゅけん、1936 Australian Championships）に関する記事。オーストラリア・アデレード市内にある「メモリアル・ドライブ・テニスクラブ」にて開催。

## 大会の流れ
- 本年度のシード選手については、男子シングルス・女子シングルスともに順位を定めていない。
- 初期の全豪選手権のように、外国人出場者が少なかった時期は、地元オーストラリア人選手の国旗表示を省略する。

## 大会経過

### 男子シングルス
準々決勝
- エイドリアン・クイスト vs. ジョン・ブロムウィッチ　6-1, 6-4, 6-1
- ハリー・ホップマン vs. ビビアン・マグラス　6-3, 0-6, 6-3, 7-5
- エーブ・ケイ vs. ドン・ターンブル　6-3, 6-4, 3-6, 7-5
- ジャック・クロフォード vs. エドガー・ムーン　6-2, 6-3, 9-7

準決勝
- エイドリアン・クイスト vs. ハリー・ホップマン　4-6, 6-2, 10-8, 6-3
- ジャック・クロフォード vs. エーブ・ケイ　6-2, 9-7, 6-2

### 女子シングルス
準々決勝
- ジョーン・ハーティガン vs. グウェン・グリフィス　6-1, 6-4
- メイ・ブリック vs. ジョーン・ウォルターズ　5-7, 6-1, 6-1
- テルマ・コイン vs. メイ・ハードキャッスル　6-2, 8-6
- ナンシー・ウィン vs. ネル・ホール・ホップマン　3-6, 6-3, 6-4

準決勝
- ジョーン・ハーティガン vs. メイ・ブリック　7-5, 6-3
- ナンシー・ウィン vs. テルマ・コイン　1-6, 7-5, 7-5

## 決勝戦の結果
- 男子シングルス：エイドリアン・クイスト vs. ジャック・クロフォード　6-2, 6-3, 4-6, 3-6, 9-7
- 女子シングルス：ジョーン・ハーティガン vs. ナンシー・ウィン　6-4, 6-4
- 男子ダブルス：エイドリアン・クイスト＆ドン・ターンブル vs. ジャック・クロフォード＆ビビアン・マグラス　6-8, 6-2, 6-1, 3-6, 6-2
- 女子ダブルス：ナンシー・ウィン＆テルマ・コイン vs. キャサリン・ウッドワード＆メイ・ブリック　6-2, 6-4
- 混合ダブルス：ハリー・ホップマン＆ネル・ホール・ホップマン vs. エーブ・ケイ＆メイ・ブリック　6-2, 6-0